# Hydroporus constantini
Hydroporus constantini là một loài bọ cánh cứng trong họ Bọ nước. Loài này được Hernando & Fresneda miêu tả khoa học năm 1996.